# 龙颈水库
龙颈水库是中国广东省揭阳市揭西县境内的一座水库，建于1960年。水库正常库容为5300万立方米，平均水深为12.62米，集雨面积为297平方千米。